# Bridger Wilderness
Pour les articles homonymes, voir Bridger.
Le Bridger Wilderness est situé dans la forêt nationale de Bridger-Teton dans le Wyoming, aux États-Unis. Initialement établi en 1931 en tant que zone primitive, 1 732 km² ont été redésignés comme wilderness en 1964 et étendu à sa taille actuelle en 1984. La zone se trouve dans la chaîne de Wind River et contient le pic Gannett ; avec ses 4208 mètres, c'est la plus haute montagne du Wyoming. La nature sauvage fait partie de l'écosystème du Grand Yellowstone. 

## Description
Les zones de nature sauvage des États-Unis n'autorisent pas les véhicules motorisés ou mécanisés, y compris les vélos. Bien que le camping et la pêche soient autorisés avec un permis approprié, aucune route ni bâtiment n'est construit et il n'y a pas non plus d'exploitation forestière ni d'exploitation minière, conformément à la loi de 1964 sur la nature. Les zones de nature sauvage des forêts nationales et des zones du Bureau of Land Management permettent également la chasse en saison. 
Il y a 965 km de sentiers de randonnée maintenus dans la nature, mais avec une grande partie du terrain escarpé et avec de nombreux grands sommets à gravir, de nombreux sentiers offrant des voies d'escalade. Le camping est autorisé mais loin des lacs et des ruisseaux. En raison de l'altitude élevée associée à cette nature sauvage, il n'est pas rare d'avoir un temps glacial, surtout la nuit à tout moment de l'année. Pendant les mois d'été, les moustiques peuvent également être un problème. 
Les plus grands glaciers de la forêt nationale de Bridger-Teton se trouvent dans le wilderness. Alors que les pentes inférieures des montagnes sont dominées par le tremble et le pin tordu, les altitudes supérieures comprennent le pin tordu et de nombreuses espèces d'épinettes et de sapins. Des observations rares d'ours grizzlis ont été enregistrées, mais les ours noirs sont beaucoup plus courants. En outre, la plupart de la mégafaune originaire de la région existe toujours dans la nature, notamment l'orignal, le wapiti, le cerf mulet, le carcajou, le mouflon d'Amérique et le puma de montagne. Il y a eu des rapports non confirmés d'observations de loups qui pourraient être vraies en raison de la réintroduction du loup commencée à la fin du 20e siècle dans le parc national de Yellowstone au nord. On trouve de nombreuses espèces d'oiseaux, notamment le pygargue à tête blanche, le balbuzard pêcheur, le faucon pèlerin et le casse-noix de Clark. Les cours d'eau abritent depuis longtemps plusieurs espèces de truites, mais le repeuplement des lacs y a augmenté leur nombre, de même que le corégone de montagne et l'ombre.  

## Voir également
- Liste des zones de nature sauvage des États-Unis